# Тришина Катерина Володимирівна
Катери́на Володи́мирівна Три́шина (нар. 2 травня 1986, Київ) — український хореограф.
Є фіналісткою та хореографом танцювального конкурсу «Танці з зірками», засновником шоу-балету NC-17, засновником і керівником танцювальної студії «Twist», засновником і хореографом CCBDTEAM Ukrainian Ballroom Show Production з 2019 р., режисером-постановником «After Midnight Show», режисером-постановником варьєте-шоу «Рояль» з 2019 р., хореографом шоу «Venezia Innamorata» для італійських компаній Selection International та Costa Cruise з 2019 р.
Є хореографом в італійській компанії Selection International з 2019 р.
Займається спортивними бальними танцями з 12 років. Дворазовий бронзовий призер чемпіонатів України.
Закінчила КНЛУ за спеціальністю «Менеджер організацій зі знанням двох іноземних мов (англійської та французької)». Широкому загалу стала відомою після участі у другому сезоні оригінальних українських «Танців з зірками» (весна 2007 р.) на каналі «1+1». Пара Євген Кошовий — Катерина Тришина посіла третє місце.
Три роки потому, навесні 2010 р., взяла участь в іншому схожому проекті на тому самому каналі — у третьому сезоні «Танцюю для тебе», де у парі з російським актором українського походження Олександром Нікітіним дійшла до фіналу, посівши друге місце.
Менш відомим є той факт, що Катерина знімалася для міжпрограмних заставок каналу «1+1» сезону 2007—2008 р.р. у ролі барабанщиці, також була моделлю для рекламних та інформаційних візуальних матеріалів першого сезону «Танців з зірками» (у парі з тодішнім партнером-танцюристом Дмитром Паладієм).
Наразі займається тренерською діяльністю як хореограф. Катерина є засновником танцювальної школи «Twist-Dance», та є суддею міжнародної категорії з бальних танців.
У статтях та рецензіях українських ЗМІ зовнішність, фігура, фізичний стан Катерини Тришиної  неодноразово відзначалися як зразкові відповідно до сучасних канонів жіночої вроди.